# Empis richteri
Empis richteri är en tvåvingeart som beskrevs av Igor Shamshev 1998. Empis richteri ingår i släktet Empis och familjen dansflugor. Inga underarter finns listade i Catalogue of Life.